# Бире (Ер)
Бире (фр. Burey) насеље је и општина у северној Француској у региону Горња Нормандија, у департману Ер која припада префектури Евре.
По подацима из 2011. године у општини је живело 376 становника, а густина насељености је износила 69,63 становника/km². Општина се простире на површини од 5,4 km². Налази се на средњој надморској висини од 145 метара (максималној 162 m, а минималној 137 m).

## Демографија
| 1962. | 1968. | 1975. | 1982. | 1990. | 1999. | 2011. |
| ----- | ----- | ----- | ----- | ----- | ----- | ----- |
| 119   | 130   | 144   | 180   | 232   | 245   | 376   |

График промене броја становника у току последњих година